# 大田黒久美
大田黒 久美（おおたぐろ くみ、1948年8月2日 - ）は、日本の女優。別名義、大田黒 美波。
神奈川県藤沢市出身。北鎌倉女子学園高等学校卒業。

## 人物
1969年、内藤洋子主演の映画『華麗なる闘い』の縫い子役募集のオーディションを受け、最終選考まで残る。オーディションの優勝者は、山田はるみだったが、最終選考に残った7人でファニー・セブン（桐生かほる、皆川妙子、坂本千桃、萩元克子、徳峰真理、中沢直子らがいた）として同映画に出演することになり本名の大田黒美波名義でデビューする。
1969年、東宝へ入社。東宝アカデミーを経て、翌1970年4月、東宝テレビ部に移籍し、テレビドラマを中心に活躍する。
1971年、東京12チャンネルの『ワン・ツウ アタック!』で主役に抜擢され、芸名を本名の美波から久美に改める。1972年から始まった青春学園ドラマ『飛び出せ!青春』では石橋正次演じる高木勇作のガールフレンド・生田みどり役として出演。青木英美演じる森下真樹と共に人気を得る。
24歳で結婚し、長男の出産に際して、芸能活動を一時休止。その後復帰して活動していたが、次男の出産を期に芸能界を引退した。
2005年1月に『飛び出せ!青春』で共演していた剛たつひとに引っ張り出され、舞台『晴れたらいいね 第二章』（内幸町ホール）に女社長役で出演した。
なお、姓の大田黒は「大」であり、一部の作品では「太」の太田黒久美と表記されることがあったが、これは誤りである。

## 出演

### テレビドラマ
- 金メダルへのターン!（1970年 - 1971年、CX・東宝） - 沢木久美
- ワン・ツウ アタック!（1971年、12ch・東宝） - 伴久美子
- レッツ・ゴー ミュンヘン!（1971年、12ch・東宝） - 伴久美子
- コートにかける青春（1971年 - 1972年、CX・東宝） - 柴田靖子
- あたし頑張ってます（1971年‐1972年、TBS・東宝）
- ボクの花嫁（1971年、CX・東宝）
- おらんだ左近捕物帖 第7話「お春がさらわれた!」（1971年11月16日、CX・東宝） - お咲
- 飛び出せ!青春（1972年 - 1973年、NTV・東宝） - 生田みどり
  - 第2話「ヘソはお前だ!」
  - 第3話「華々しき悪戯」※ノンクレジット
  - 第9話「殴られ屋引き受けます」
  - 第13話「さらば高校五年生!」
  - 第22話「飛び込もう青春の海へ!」
  - 第25話「その喧嘩私が買います!!」
  - 第28話「学校が面白いなんてバカじゃないか!!」
  - 第29話「君がやるなら 俺もやる！」
  - 第34話「くたばれコンプレックス!!」
  - 第38話「気楽に行こうぜオレたちだけは!!」
  - 第43話「仰げば尊し?わがビギン!!」
- 吉井川（1972年 - 1973年、TBS） - タエ
- 婚期（1973年、TBS・東宝） - 野上美佐
- 大江戸捜査網 第225話「闇の帝王を裁け!」（1976年、12ch） - お玉
- 同心部屋御用帳 江戸の旋風 第45話「小判女房」（1976年、CX・東宝）
- 同心部屋御用帳 江戸の旋風II 第48話「韋駄天むすめ」（1977年、CX・東宝）
- おにいちゃんはいちばんぼし（1978年、12ch）
- 横溝正史シリーズ「仮面舞踏会」（1978年、MBS・東宝） - 看護婦・ミチ

### 映画
- 華麗なる闘い（1969年、東宝）‐ 伊達美代子（縫い子）
- 激動の昭和史 軍閥（1970年、東宝）‐ 断崖の女子学生
- ひらヒラ社員 夕日くん（1970年、東宝）‐ ケイ子（女子社員）
- ひらヒラ社員夕日くん・ガールハントの巻（1970年、東宝）‐ ケイ子（女子社員）

### 舞台
- 晴れたらいいね 第二章（2005年、内幸町ホール） ‐ 村田好子
- 模型飛行機（2008年、笹塚ファクトリー） ‐ 桜井徳子

## 参考資料
- 『東宝映画』1969年9月号（東宝映画友の会・本部発行） 30頁「ニュー・スター紹介」
- 『日刊ゲンダイ』2005年1月11日「あの人は今こうしている 大田黒久美」
- 「晴れたらいいね 第二章」チラシ
- 『晴れたらいいね 第二章』台本 作・剛たつひと